# Ighil M'Goun
Ne doit pas être confondu avec Ighil n'Oumgoun.
 (avril 2008).
Si vous disposez d'ouvrages ou d'articles de référence ou si vous connaissez des sites web de qualité traitant du thème abordé ici, merci de compléter l'article en donnant les références utiles à sa vérifiabilité et en les liant à la section « Notes et références ».
L'ighil M'Goun, avec ses 4 071 mètres d'altitude, constitue le troisième plus haut sommet du Maroc après le djebel Toubkal (4 167 mètres) et le djebel Ouanoukrim (4 089 mètres au Timzguida).

## Géographie

### Situation
Le massif du M'Goun se situe dans la partie centrale du Haut Atlas. D'un point de vue administratif il appartient à la province de Ouarzazate. L'assif M'Goun, un affluent de l'oued Dadès, prend sa source au pied de la montagne et arrose la commune rurale d'Ighil n'Oumgoun jusqu'à Kelaat M'Gouna où elle se jette dans l'assif Dadès. L'assif n'Arous, plus court, rejoint l'assif n'Aït Bouguemez vers le nord.

### Géologie
Le sommet du M'Goun est constitué d'une longue crête qui dépasse ou approche les 4 000 mètres d'altitude sur une longueur de dix kilomètres. Cette crête a la forme d'un anticlinal orienté de l'ouest-sud-est vers l'est-nord-est. Celle-ci est constituée de calcaires du Lias surmontant en profondeur des couches basaltiques et des dépôts argileux du Trias supérieur formant un niveau imperméable qui limite le domaine karstique.
Son versant nord a été modelé par de petits glaciers lors des dernières glaciations du Quaternaire si bien qu'aujourd'hui dix combes aux formes en auge typique surmontées par des cirques abrupts surcreusés par ces petits glaciers s'y alignent perpendiculairement à la ligne de faîte.
Au nord les gorges d'Ikkis creusées par l'assif n'Arous sont profondes de près de 400 mètres et étroites.
Le géoparc du Mgoun a été labellisé par l'UNESCO en 2015.
22 géosites sont inventoriés comme sites de portée géologique internationale dans ce géoparc, parmi lesquels deux concernent directement l'Ighil Mgoun : les combes glaciaires du versant nord et les gorges d'Ikkis.

## Ascension
L'Ighil M'Goun est une destination très prisée des randonneurs pratiquant le trekking même s'il ne bénéficie pas du même prestige que le Toubkal. L’ascension du sommet du M'Goun exige au moins 4 jours de marche. L’itinéraire le plus pratiqué est une boucle Ait Bouguemez - Tarkeddit - Ighil M’Goun - Oulilmt - Ait Bouguemez.
Les accidents lors de son ascension sont rares compte tenu de l'altitude relativement peu élevée de cette montagne et de l'absence de glacier. Pourtant trois randonneuses d'une cinquantaine d'années, qui furent surprises par une tempête de neige à son sommet en plein mois de septembre 2005, y laissèrent la vie.